# CUBE 한번 들어가면 마지막
《CUBE 한번 들어가면 마지막》(일본어: CUBE 一度入ったら、最後)는 2021년 10월 29일에 공개 예정인 일본 영화이다. 감독은 시미즈 야스히코. 주연은 스다 마사키.
1997년에 공개된 캐나다 영화 《큐브》의 리메이크 작품. 원작의 감독인 빈센조 나탈리 창의적 협력으로 참여한 최초의 공인 리메이크이지만 일본판에서 결말은 새롭게 쓰여진 것이다.

## 출연
- 고토 유이치〈29〉 : 스다 마사키
- 카이 아사코〈37〉 : 안
- 오치 신지〈31〉 : 오카다 마사키
- 최초의 남자 : 에모토 토키오
- 우노 치하루〈13〉 : 타시로 히카루
- 고토 히로토 : 산토키 소마
- 이데 히로시 〈41〉 : 사이토 타쿠미
- 안도 카즈마 〈62〉 : 요시다 코타로

## 스태프
- 원안 : 빈센조 나탈리 〈CUBE〉
- 감독 : 시미즈 야스히코
- 각본 : 토쿠오 코지
- 음악 : 야마다 유타카
- 주제가 : 호시노 겐 〈Cube〉 (스피드 스타 레코드)
- 제작 총지휘 : 요시다 시게아키
- 프로듀서 : 이시다 사토코, 후나츠 아키코
- 영상 디자인·촬영 : 쿠리타 토요미치
- 컨셉 디자인 : 카일 쿠퍼
- 크리에이티브 어드바이저 : 빈센조 나탈리
- 미술 : 하시모토 나오유키
- 카메라 오퍼레이터 : 카와카미 토시유키
- 조명 : 우에노 코시로
- 녹음 : 쿠리하라 가즈히로
- 편집 : 이마이 츠요시
- VFX 프로듀서 : 아사노 슈지
- 음향 효과 : 호리우치 미유키
- 어소시에이트 프로듀서 : 마츠다 유스케, 오바토시 칸토쿠
- 라인 프로듀서 : 오오쿠마 토시유키
- 제작 프로덕션 : 쇼치쿠 촬영소
- 제작 협력 : 쇼치쿠 영상 센터
- 제작 : 〈CUBE〉 제작위원회
- 기획·배급 : 쇼치쿠